# Международная ассоциация экзорцистов
Международная ассоциация экзорцистов (итал. Associazione internazionale degli esorcisti, англ. International Association of Exorcists) — международная ассоциация священнослужителей католической церкви, объединяющая около 250 практикующих экзорцизм священников в более чем 30 странах мира.
Ассоциация была основана 4 сентября 1991 году шестью католическими священнослужителями, включая экзорцистов с мировой известностью — итальянца Габриэле Аморта и британца Джереми Дэвиса. Несмотря на изначально «закрытый» тип организации, к 2000 году количество её членов достигло 200 человек. Сами священнослужители отмечают, что рост спроса на услуги экзорцистов достиг критической отметки.
13 июня 2014 года Ассоциация была официально признана папой Франциском, в связи с чем Конгрегация по делам духовенства на основании статьи 322.1 Кодекса канонического права утвердила устав ассоциации.
С 2012 года президентом Ассоциации является Франческо Бамонте (итал. Francesco Bamonte).